# 키레이다
〈키레이다〉 (일본어: キレいだ)는 J-pop 그룹인 w-inds.의 12번째 싱글 작품이다.

## 수록곡
1. 키레이다 (キレいだ)
2. 후타리가 후타리데 (ふたりがふたりで)
3. 키레이다 (キレいだ)
4. 후타리가 후타리데 (Instrumental)

## 타이업
키레이다: 브르봉 《후르츠가무》cm송 , 후지 TV 《Music Fair》 콜라보레이션 송.

## 차트
- 오리콘 차트 4위를 기록하였다.